# 鈴木弘規
鈴木 弘規（すずき こうき、1956年9月11日 - ）は、岩手県陸前高田市出身の元プロ野球選手（投手）。

## 来歴・人物
岩手・水沢一高では、エースとして1974年夏の甲子園県予選決勝に進むが、一関商工に惜敗し、甲子園出場を逸する。
同年ドラフト4位で阪急ブレーブスに入団。
1979年の最終戦で初登板するが、同年11月30日に谷村智啓との交換トレードで阪神タイガースに移籍。
1980年4月には読売ジャイアンツを相手に初先発、江川卓と投げ合い好投するが、敗戦投手となる。同年は主に中継ぎとして10試合に起用された。
1983年5月にも中日ドラゴンズ戦で先発するが、1回に2本塁打を浴びるなど打ち込まれて降板し、再び敗戦投手となる。同年11月10日に太田幸司との交換トレードで読売ジャイアンツに移籍する。
1985年11月25日に現役を引退する。その後、1986年から2004年まで巨人の打撃投手を務めた。
190cmを超える長身から投げ下ろす直球やカーブを持ち味としていたが、制球に難があり、活躍することはできなかった。

## 詳細情報

### 年度別投手成績
| 年 度     | 球 団     | 登 板 | 先 発 | 完 投 | 完 封 | 無 四 球 | 勝 利 | 敗 戦 | セ 丨 ブ | ホ 丨 ル ド | 勝 率 | 打 者 | 投 球 回 | 被 安 打 | 被 本 塁 打 | 与 四 球 | 敬 遠 | 与 死 球 | 奪 三 振 | 暴 投 | ボ 丨 ク | 失 点 | 自 責 点 | 防 御 率 | W H I P |
| --------- | --------- | ----- | ----- | ----- | ----- | -------- | ----- | ----- | -------- | ----------- | ----- | ----- | -------- | -------- | ----------- | -------- | ----- | -------- | -------- | ----- | -------- | ----- | -------- | -------- | ------- |
| 1979      | 阪急      | 1     | 0     | 0     | 0     | 0        | 0     | 0     | 0        | --          | ----  | 5     | 1.0      | 0        | 0           | 0        | 0     | 0        | 1        | 0     | 0        | 0     | 0        | 0.00     | 0.00    |
| 1980      | 阪神      | 10    | 1     | 0     | 0     | 0        | 0     | 1     | 0        | --          | .000  | 83    | 18.2     | 21       | 3           | 9        | 0     | 1        | 13       | 2     | 0        | 13    | 13       | 6.16     | 1.61    |
| 1983      | 阪神      | 1     | 1     | 0     | 0     | 0        | 0     | 1     | 0        | --          | .000  | 8     | 1.0      | 2        | 2           | 3        | 0     | 0        | 0        | 0     | 0        | 5     | 5        | 45.00    | 5.00    |
| 1984      | 巨人      | 6     | 0     | 0     | 0     | 0        | 0     | 0     | 0        | --          | ----  | 41    | 10.0     | 7        | 1           | 6        | 1     | 0        | 3        | 0     | 0        | 6     | 5        | 4.50     | 1.30    |
| 通算：4年 | 通算：4年 | 18    | 2     | 0     | 0     | 0        | 0     | 2     | 0        | --          | .000  | 137   | 30.2     | 30       | 6           | 18       | 1     | 1        | 17       | 2     | 0        | 24    | 23       | 6.75     | 1.57    |

### 記録
- 初登板：1979年10月10日、対ロッテオリオンズ後期13回戦（川崎球場）、8回裏に2番手で救援登板・完了、1回無失点
- 初先発登板：1980年4月29日、対読売ジャイアンツ4回戦（阪神甲子園球場）、5回1/3を2失点で敗戦投手

### 背番号
- 34 （1975年 - 1979年）
- 24 （1980年 - 1983年）
- 47 （1984年 - 1985年）
- 92 （1986年 - 1988年）
- 116 （1989年 - 2004年）